# Degna Djan
Degna Djan est un négus du royaume d'Aksoum  au IXe siècle ou Xe siècle.

## Traditions et interprétations
Degna Djan est un négus du royaume d'Aksoum. Paul B. Henze estime que son nom de règne est 'Anbasa Wedem, que la tradition attribue à son fils aîné, son fils cadet étant le roi Del Na'od.
De son côté, E. A. Wallis Budge rapporte une tradition relative à Degna Djan : ce dernier, sur son lit de mort, demande à l'Abouna Petros de décider lequel de ses deux fils doit lui succéder. L'Abouna Petros choisit le cadet Del Na'od mais, refusant cette décision, 'Anbasa Wedem est dit avoir soudoyé un moine copte égyptien, Mennas, pour qu'il aille à Alexandrie convaincre le patriarche copte d'Alexandrie de déposer l'Abouna Petros afin que ses prétentions au trône soient prises en compte. Mennas revient avec des documents falsifiés qui le nomment Abouna, et il consacre 'Anbasa Wedem roi. Les partisans de  Del Na'od rassemblent leurs troupes et déposent 'Anasa Wedem ; apprenant la vérité, le patriarche nommé Cosmas excommunie Mennas qui entre-temps est mort
Budge identifie ce patriarche avec  Cosmas II (851-858). Cependant, Taddesse Tamrat estime qu'il s'agit de Cosmas III (921-933). Taddesse Tamrat relate de plus des traditions selon lesquelles  Degna Djan conduit deux expéditions militaires dans le sud vers Ennarea, et envoie des missionnaires dans les hautes terres d'Angot (en), soit la moderne région d'Amhara car le Gadla de Takla Haymanot avance que Degna Djan vivait 18 générations, soit 400–600 ans, avant le saint  actif à la fin du XIIe siècle, « ce qui place Digna-Jan dans la première moitié du IXe siècle ». Taddesse Tamrat mentionne également une tradition qui fait de lui — et non de son fils Del Na'od — le dernier roi d'Aksoum.

## Source de la traduction
- (en) Cet article est partiellement ou en totalité issu de l’article de Wikipédia en anglais intitulé « Degna Djan » (voir la liste des auteurs).